# Élodie Bonafous
Élodie Bonafous, née le 21 septembre 1995, est une navigatrice et skippeuse française.

## Biographie
Élodie Bonafous grandit à Locquirec et découvre la voile sur le bateau de ses parents, avant de pratiquer l’Optimist à partir de ses 7 ans. Elle poursuit son parcours en déménageant à Brest pour son lycée et ses études en STAPS, et navigue ensuite en double (420) et en équipage (J80). Elle remporte deux titres de championne du monde en J80 en 2017 et 2018 ainsi que les championnats du monde universitaire en 2018, toujours en J80.
En 2019, elle participe à la première édition du « Challenge Océane Bretagne-CMB » qu’elle remporte, et qui lui permet d’intégrer le pôle Finistère course au large et de disposer d’un Figaro 3 et d’un budget de fonctionnement pour deux ans.
Sur le circuit Figaro, elle termine 25e de la Solitaire du Figaro en 2020, 12e de la Solitaire du Figaro 2021 puis 8e de l’édition 2022 ; elle termine 3e de la dernière étape, devenant ainsi la deuxième femme (après Clare Francis) et la première française à monter sur le podium. Entre temps, Élodie Bonafous a pu être équipière en course sur le trimaran SVR-Lazartigue, sur une proposition de François Gabart.
En 2023, elle annonce lancer avec son sponsor Bertrand Quéguiner un projet de construction d’un nouveau bateau de classe IMOCA avec l’objectif de participer au Vendée Globe 2028-2029. Il est mis à l’eau en février 2025 à Concarneau sous le nom d’Horizon 29, il s’agit d’un sister-ship du Macif santé prévoyance de Charlie Dalin. Il est parrainé par l'association Petits Princes et Queguiner. Il est baptisé à Brest le 12 juin 2025. Il aborde la compétition avec la Course des caps, épreuve en équipage dont le départ est donné de Boulogne le 29 juin 2025. Bonafous, chef de bord, a pour équipiers Yann Eliès, Pascal Bidégorry et Gaston Morvan.
Elle s’aligne ensuite sur la Fastnet Race en juillet, qu’elle remporte devant Jérémie Beyou et Yoann Richomme après un final serré,.